# 16801 Petřínpragensis
(16801) Petřínpragensis, denumire internațională (16801) Petrinpragensis, este un asteroid din centura principală de asteroizi.

## Descriere
16801 Petřínpragensis este un asteroid din centura principală de asteroizi. A fost descoperit pe 23 septembrie 1997 la Observatorul din Ondřejov de Petr Pravec. Asteroidul prezintă o orbită caracterizată de o semiaxă mare de 2,43 ua, o excentricitate de 0,11 și o înclinație de 3,2° în raport cu ecliptica.